# Krzysztof Pańka
Krzysztof Pańka (ur. ok. 1998, zm. 28 listopada 2021) – polski piłkarz ręczny, reprezentant Polski w piłce ręcznej plażowej.
Był zawodnikiem Ekoserwis Damy Radę Inowrocław. Wraz z drużyną zdobył w 2020 roku tytuł mistrza Polski, a w 2021 roku Puchar Polski. Był również zawodnikiem kadry narodowej Polski w piłce ręcznej plażowej.